# Stephen Lowe
Stephen Marmion Lowe, né le 3 août 1962 à Hokitika en Nouvelle-Zélande, est un prélat néo-zélandais, actuel évêque de Hamilton.

## Biographie

### Formation
Stephen Lowe est le fils de Franck et Milly Lowe et a deux sœurs aînées. Il est éduqué à la Hokitika Primary School, puis à la St Mary's Primary School d'Hokitika et la Westland High School. Après ses études secondaires, il travaille à Hokitika  au service des Forêts de Nouvelle-Zélande, puis il est muté dans ce même service à Christchurch et ensuite à Timaru, au NZ Timberland. C'est à cette époque qu'il est impliqué dans des services à la paroisse de Timaru North dans des groupes de jeunesse. En 1989, il se sent appelé au sacerdoce et il entre au Holy Cross College de Mosgiel, puis il est envoyé aux États-Unis au St Charles Borromeo Seminary de Wynnewood  à côté de Philadelphie.

### Prêtre
Stephen Lowe est ordonné prêtre à Hokitika le 7 juin 1996, pour le diocèse de Christchurch. Il sert comme vicaire à Mairehau (dans la banlieue de Christchurch), à Ashburton et à Greymouth, avant d'être nommé curé à Timaru North.
De 2005 à 2007, il est envoyé à Rome pour préparer une licence en théologie spirituelle à la Grégorienne,. À son retour en Nouvelle-Zélande, il est de 2008 à octobre 2014, directeur de la formation du Holy Cross College de Ponsonby, tout en effectuant un travail pastoral à la paroisse de Ponsonby. 

### Évêque
Le 22 novembre 2014, Stephen Lowe est nommé évêque de Hamilton pour remplacer Mgr Denis Browne. Sa consécration est célébrée par son prédécesseur à la cathédrale de la Bienheureuse-Vierge-Marie de Hamilton le 13 février 2015.